# Марлінтон (Західна Вірджинія)
Марлінтон (англ. Marlinton) — місто (англ. town) в США, в окрузі Покахонтас штату Західна Вірджинія. Населення — 998 осіб (2020).

## Географія
Марлінтон розташований за координатами 38°13′34″ пн. ш. 80°5′24″ зх. д. / 38.22611° пн. ш. 80.09000° зх. д. (38.226094, -80.089968).  За даними Бюро перепису населення США в 2010 році місто мало площу 6,56 км², з яких 6,31 км² — суходіл та 0,24 км² — водойми.

## Демографія
Згідно з переписом 2010 року, у місті мешкали 1054 особи в 467 домогосподарствах у складі 247 родин. Густота населення становила 161 особа/км².  Було 658 помешкань (100/км²).
Расовий склад населення:
| - 97,8 % — білих - 1,4 % — чорних або афроамериканців - 0,3 % — корінних американців |

До двох чи більше рас належало 0,4 %. Частка іспаномовних становила 0,5 % від усіх жителів.
За віковим діапазоном населення розподілялося таким чином: 18,2 % — особи молодші 18 років, 60,6 % — особи у віці 18—64 років, 21,2 % — особи у віці 65 років та старші. Медіана віку мешканця становила 47,4 року. На 100 осіб жіночої статі у місті припадало 83,9 чоловіків;  на 100 жінок у віці від 18 років та старших — 79,2 чоловіків також старших 18 років.
Середній дохід на одне домашнє господарство  становив 39 128 доларів США (медіана — 28 633), а середній дохід на одну сім'ю — 48 941 долар (медіана — 41 125). Медіана доходів становила 29 643 долари для чоловіків та 24 219 доларів для жінок. За межею бідності перебувало 31,4 % осіб, у тому числі 57,5 % дітей у віці до 18 років та 4,4 % осіб у віці 65 років та старших.
Цивільне працевлаштоване населення становило 409 осіб. Основні галузі зайнятості: освіта, охорона здоров'я та соціальна допомога — 30,1 %, мистецтво, розваги та відпочинок — 13,4 %, публічна адміністрація — 12,5 %, роздрібна торгівля — 11,7 %.